# Tábor-hegy (Budapest)
A Tábor-hegy a Budai-hegység egyik magaslata Budapest belterületén, közelebbről a Hármashatár-hegy tömbjében. A 495 méter magas főcsúcs délkeleti előhegye. Legmagasabb pontja, mely 396 méter magasságban helyezkedik el, a III. kerületben, a Hármashatárhegy városrész területén található. Óbuda központja felé lefutó, keleti lejtői a róla elnevezett Táborhegy városrészt alkotják.

## Leírása
A Hármashatár-hegy főtömegéhez hasonlóan felső triász kori fődolomitból épül fel, felszínét nummuliteszes mészkő és briozoás márga fedi. Lejtőit vegyes erdő borítja. A hegy nevének eredetét többféleképp magyarázzák. Van, aki szerint a közeli római légióstábor adta a nevet, mások viszont azt állítják, hogy a Buda visszafoglalásakor itt felállított katonai tábor (Lagerberg) a névadó.
Tömbjében néhány barlang is található, ezek közül a legismertebb a 162 méter hosszú Tábor-hegyi-barlang, amely előtt kilátóteraszt képeztek ki. Ugyancsak a Tábor-hegy tömbjében kezdték kialakítani a soha be nem fejezett óbudai gáztározó tárórendszert, amelynek építése szintén egy – addig ismeretlen – barlangot tárt fel, ez a Királylaki-barlang.

## Fekvése
A Hármashatár-hegy tömbjét alkotó magaslatok nagyrészt a II. és a III. kerület határán emelkednek, a Tábor-hegy ezen belül olyan kivétel, amely teljes egészében a kerülethatártól keletre, a III. kerületben terül el. A 495 méter magas Hármashatár-hegy tőle északnyugati irányban emelkedik, a kerülethatáron, a 443 méter magas Felső-Kecske-hegy nyugat-északnyugatra, a 397 méteres Alsó-Kecske-hegy pedig délnyugatra található innen, mindkettő túlnyomórészt a II. kerületben; utóbbiaktól a főcsúcsra vezető, kerülethatárként is funkcionáló Hármashatárhegyi út határolja el. Távolabbi szomszédjai dél felől a 351 méter magas Remete-hegy és a 301 méteres Mátyás-hegy.

## Megközelítése
Budapesti közösségi közlekedéssel a 137-es busszal közelíthető meg a legegyszerűbben, amely az Árpád híd budai hídfőjénél található Szentlélek tértől indul, és felső végállomása a táborhegyi városrész egyik legmagasabban húzódó utcájában, a Máramaros úton található. Mivel a buszjárat több megállónyi hosszúságban halad ezzel a végállomással közel azonos tengerszint feletti magasságban, az Erdőalja, a Királylaki, és végül a Máramaros úton, több kézenfekvő megközelítési lehetőséget is kínál a Tábor-hegy irányában. Ezek közül a három legkézenfekvőbb a Hedvig utca felől, a Királylaki út egyik felsőbb szakaszától, valamint a Máramaros úti buszfordulótól indul,
Aránylag kényelmesen megközelíthető a Tábor-hegy a 65-ös busszal is, amely a Kolosy tértől indul, felső végállomása pedig a Fenyőgyöngye Vendéglőnél található, ahol a Hármashatárhegyi út a Szépvölgyi útból kiágazik. (2014 óta nem minden 65-ösnek van itt a végállomása, ugyanis a buszok, csúcsidőn kívül igény esetén még három megállónyit haladnak fölfelé, a Szépvölgyi dűlőnél kialakított új végállomásig.)
A Hármashatár-hegy térségének több túraútvonala is érinti a Tábor-hegy területét.